# Bałykszy
Bałykszy (kaz.: Балықшы; ros.: Балыкши) – osiedle typu miejskiego w zachodnim Kazachstanie, w obwodzie atyrauskim, nad Uralem, pod administracją miasta Atyrau. W 2009 roku liczyło ok. 13 tys. mieszkańców. Ośrodek przemysłu rybnego, stoczniowego i materiałów budowlanych.